# Autores.uy
autores.uyはクリエイティブ・コモンズのウルグアイ支部が創設、保守する著作者のデータベース。ウルグアイ国立図書館、ウルグアイ立法機関図書館、ウルグアイ国立視覚芸術館の支持と協力を得ている。また、ウルグアイの教育文化省から文化上の意義があると指定された。データベースの主な目的はウルグアイの著作者の著作権状態に関する情報を提供することによって、パブリックドメインに入った著作者の作品を証明、これらの作品をデジタル化して広めることである。パブリックドメインにある作品へのオンラインアクセスも提供している。
2017年12月時点では1万3千人以上の著作者が収録されている。